# Passiflora cuzcoensis
Passiflora cuzcoensis Killip – gatunek rośliny z rodziny męczennicowatych (Passifloraceae Juss. ex Kunth in Humb.). Występuje endemicznie w Peru.

## Morfologia
PokrójZdrewniałe, trwałe, nagie liany.
LiściePrawie okrągłe, 5- lub 7-klapowane. Mają 5–7 cm długości, są całobrzegie. Ogonek liściowy jest owłosiony. Przylistki są podłużne, mają 20–25 mm długości.
KwiatyPojedyncze. Działki kielicha są podłużnie lancetowate. Płatki są podłużnie lancetowate. Przykoronek ułożony jest w dwóch rzędach, ma 2–20 mm długości.